# Filialkirche St. Ruprecht (Villach)

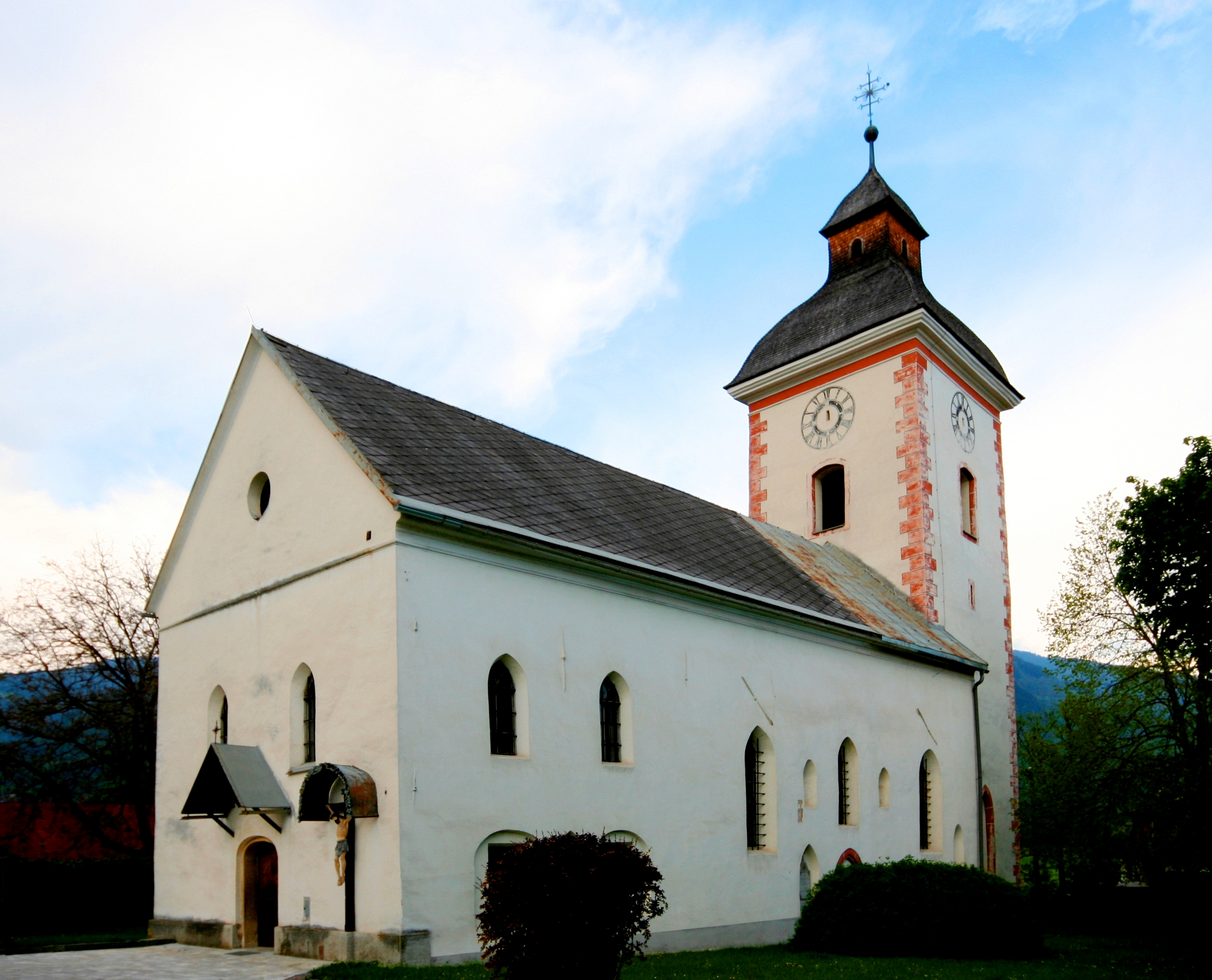
St. Ruprecht

Die römisch-katholische Filialkirche St. Ruprecht im Villacher Ortsteil Sankt Ruprecht ist dem heiligen Ruprecht geweiht.

## Geschichte
Die Kirche St. Ruprecht wurde 860 erstmals urkundlich erwähnt, als König Ludwig der Deutsche dem Salzburger Erzbischof Adalwin hier Höfe schenkte. 1195 wird ein Pfarrer Ulrich genannt. Die heutige Kirche wurde in der ersten Hälfte des 13. Jahrhunderts erbaut. Die Holzschindel gedeckte, gedrückte Haube mit Laterne wurde dem Turm im 19. Jahrhundert aufgesetzt. 1956 wurde der Pfarrsitz zur Pfarrkirche Maria Landskron verlegt.
Am ehemaligen Friedhof steht ein lebensgroßes, romanisches Kruzifix.
An der Westmauer befindet sich der Grabstein der 1842 gestorbenen Marja Preseren, der Mutter des slowenischen Dichters France Prešeren.

## Architektur und Ausstattung
St. Ruprecht ist eine im Kern romanische Chorturmkirche. Der Turm hat im Osten des romanischen, dritten Turmgeschoßes, des Glockengeschoßes, ein zugemauertes rundbogiges Zwillingsfenster. Die Glocke wurde 1743 von Andreas Simon Röter gegossen. Im fünften Geschoß ist die Turmuhr angebracht.
1975 wurden drei kleine frühgotische Spitzbogenfenster an der Langhaussüdseite frei gelegt.
Das flachbogige Westportal wird von einem hölzernen Giebelvordach geschützt.

### Innen
Das vierjochige Langhaus wird von einem dreijochigen, spätgotischen Sternrippengewölbe aus dem 15. Jahrhundert überspannt, das auf eingezogenen Pfeilern mit Rundstäben ruht. Das westliche Joch mit Tonnengewölbe und Gurtbogen wurde am Ende des 18. Jahrhunderts angebaut. Hier befindet sich eine dreiachsige, gemauerte Empore.
Ein spitzbogiger Triumphbogen verbindet das Langhaus mit dem quadratischen Chor, dem Turmerdgeschoß, das von einem gotischen Sterngewölbe überdeckt wird. Vom Chor führt ein spitzbogiges Portal in die nördlich liegende Sakristei. Rechts davon befindet sich eine gotische Sakramentsnische mit einem Schmiedeeisengitter.
Die Fresken im Chor aus der Nachfolge des Meisters Friedrich von Villach entstanden um 1460. Sie wurden 1929 teilweise erneuert. An der Chorschlusswand zeigen sie das Jüngste Gericht, im Chorgewölbe das Lamm Gottes, Evangelistensymbole und Rankenmalereien.
Die beiden neugotischen Seitenaltäre, links der Marien- und rechts der Josefsaltar, sowie die Kanzel ohne figuralen Schmuck wurden 1887 von Johann Zernatto gefertigt. Die Orgel stammt aus der zweiten Hälfte des 19. Jahrhunderts.
Ein um 1515 datiertes Relief mit der Geburt Christi wird im Diözesanmuseum aufbewahrt.